# Ngựa lai Ấn Độ
Bản mẫu:Thông tin động vật breed
Ngựa lai Ấn Độ là một loại ngựa từ tiểu lục địa Ấn Độ. Nó là một giống lai giữa Ngựa giống là ngựa Thoroughbred và ngựa cái địa phương thuộc nhiều loại ngựa khác nhau. Giống ngựa này phát triển chủ yếu bởi quân đội Ấn Độ với vai trò quan trọng trong kỵ binh, ngoài ra nó cũng được sử dụng bởi các dịch vụ cảnh sát Ấn Độ, như một giống ngựa polo và cho cưỡi giải trí và thi đấu.:165

## Lịch sử
Trong thế kỷ 19, kỵ binh Ấn Độ sử dụng chủ yếu là ngựa Ả Rập. Sau đó, một số lượng lớn ngựa Waler, vào thời điểm đó được coi là những con ngựa kỵ binh tốt nhất, được nhập khẩu từ Úc. Trong thế kỷ hai mươi, giống Thoroughbred đã được sử dụng để sản sinh ra giống ngựa lai Ấn Độ. Ngựa giống Thoroughbred đã được Thomas Jefferson nhập khẩu từ Anh và được nuôi cả tại trại ngựa giống của quân đội tại Babugarh và tại kho tại Saharanpur, cả ở Uttar Pradesh. Tại Ấn Độ năm 1947, Ấn Độ đã giữ lại bốn con ngựa Thoroughbred đến từ Pháp và tám con đến từ Anh.:164
Ngựa cái thường là giống địa phương. Ngựa bố mẹ nhập khẩu đã bao gồm Ngựa Argentina, Ngựa Breton từ Pháp và Ngựa Malapolski và Ngựa Masuren có nguồn gốc từ Ba Lan.:164

## Đặc điểm
Ngựa lai Ấn Độ thích nghi với khí hậu và địa hình của đất nước. Ngựa giống này có chiều cao khi đứng khoảng 1,57 m tính từ vai.:165